# 鹊鸭

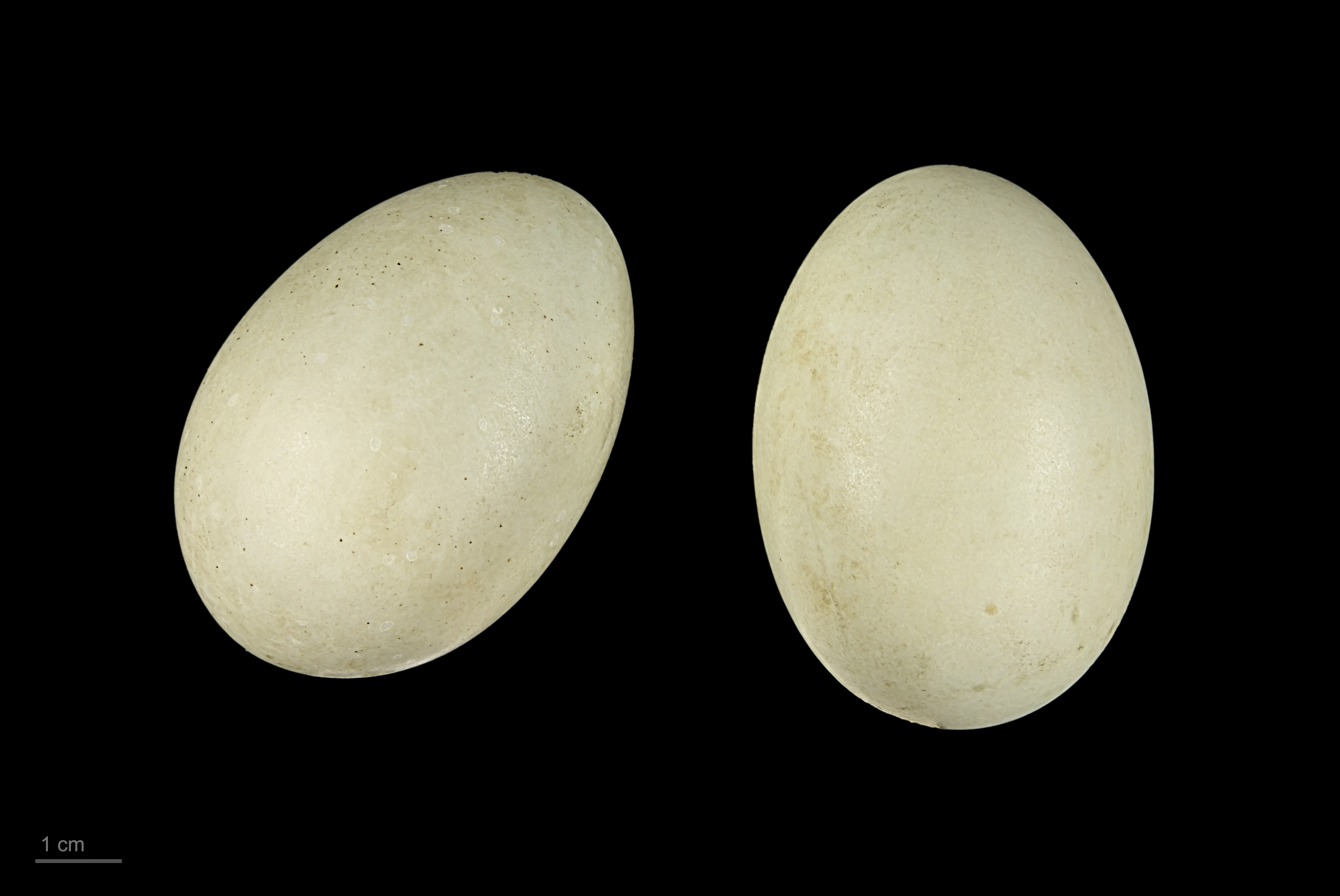
Bucephala clangula

鹊鸭（学名：Bucephala clangula）为鸭科鹊鸭属的鸟类，俗名金眼鸭、喜鹊鸭、白脸鸭。是一種中型海鴨，屬於鵲鴨屬（Bucephala），鴨科。牠的最接近的親戚是類似的冰洲鵲鴨。 這個屬名來自古希臘語boukephalos （"牛頭", 由bous, "牛 "和kephale, "頭"），這是對巨頭鵲鴨頭部形狀的描述。這個物種的名字來自拉丁語clangere （"回響"）。

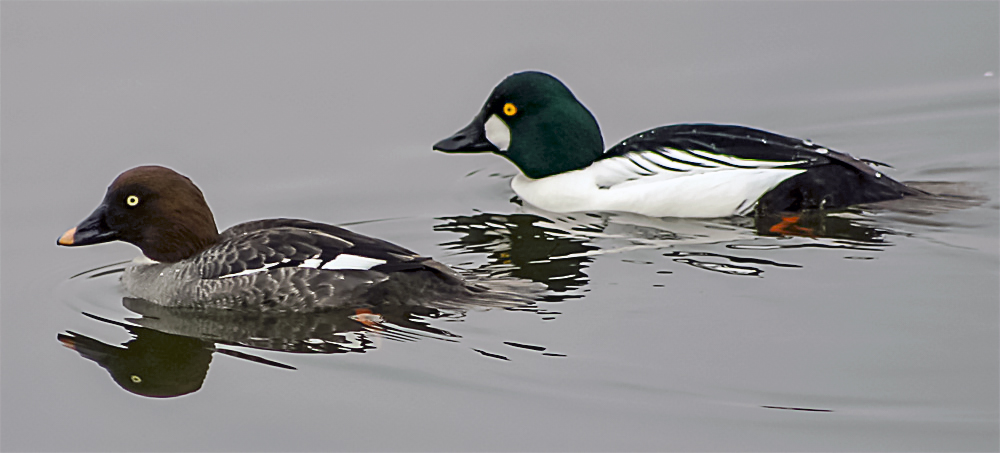
Bucephala clangula 雌雄鳥

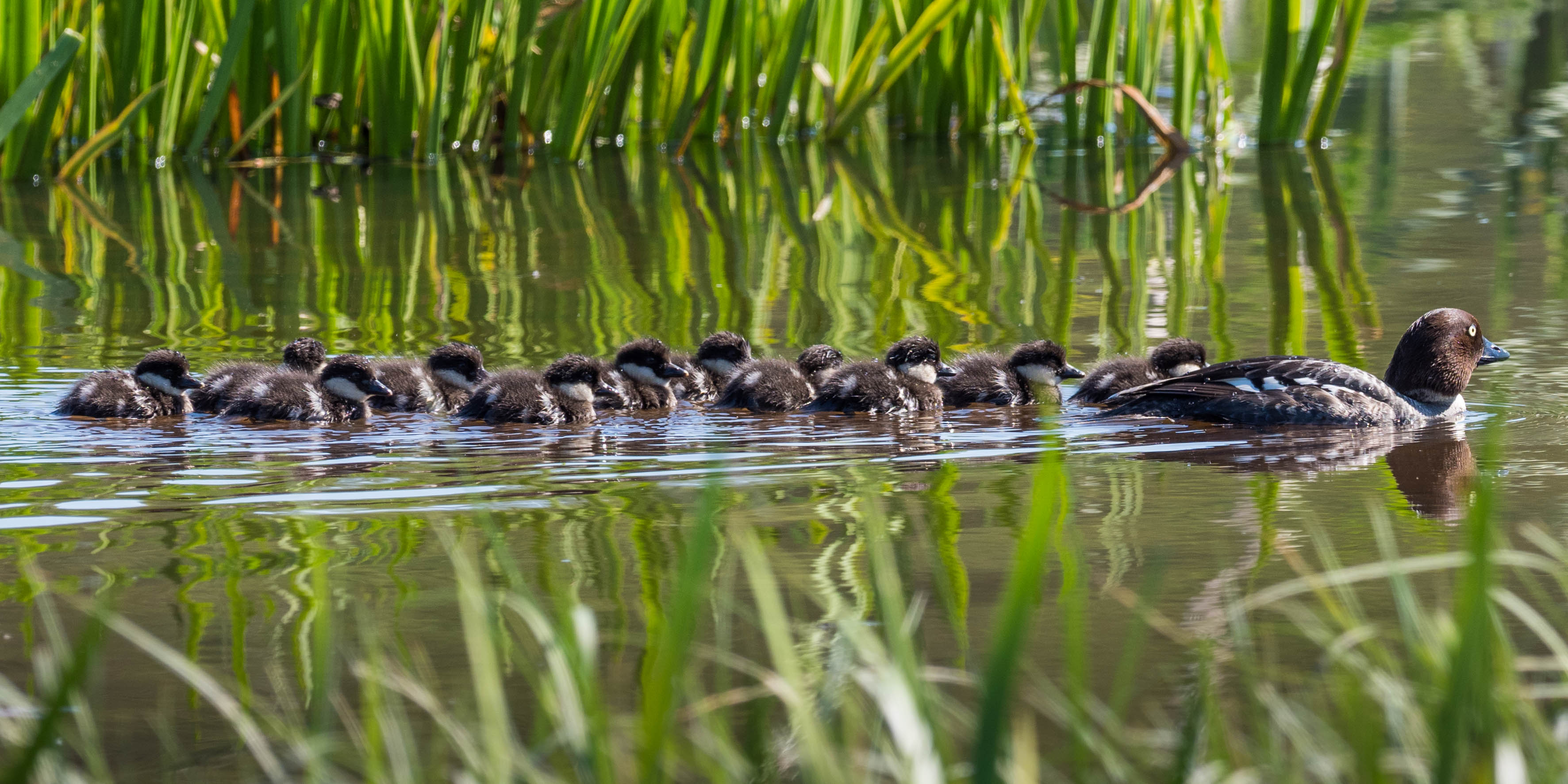
母鹊鸭與小鴨

鵲鴨是具有攻擊性和領域性的鴨類，並且有精緻的求偶展示。

## 分類
鵲鴨於1758年由瑞典博物學家卡爾·林奈在他的Systema Naturae的第十版中正式描述，並賦予二名法名稱Anas clangula。 林奈指定了模式產地為歐洲，但在1761年將其限縮至瑞典。 鵲鴨現為1858年由美國博物學家斯賓塞·富勒頓·貝爾德引入的鵲鴨屬中的三個物種之一。 該屬名來自古希臘語oukephalos，意為"牛頭"或"大頭"。特定的稱號來自拉丁語"clangere"，意為"回響"。
認可的兩個亞種為:
- B. c. clangula（林奈, 1758） – 從蘇格蘭和斯堪的納維亞到庫頁島和堪察加半島（俄羅斯東南部）的亞北極地區，向南至北哈薩克斯坦、北蒙古和黑龍江（中國東北部）
- B. c. americana（波拿巴, 1838） – 從阿拉斯加本土西部到拉布拉多省和新布藍茲維省的亞北極地區，向南至美國北部

## 描述
成年的雄性體長約為45—51 cm（18—20英寸），體重約為1,000 g（2.2磅），而雌性體長約為40—50 cm（16—20英寸），體重約為800 g（1.8磅）。 鵲鴨的翼展為77–83 cm（30–33英寸）。 該物種因其金黃色的眼睛而得名。成年的雄性頭部深色，帶有綠色光澤，眼下有一個圓形的白斑，背部深色，頸部和腹部為白色。成年的雌性頭部棕色，身體大多為灰色。牠們的腿和腳是橙黃色的。
亞種B. c. americana的喙比指名B. c. clangula的更長、更厚。

## 分佈
分布于西伯利亚、欧洲、斯堪的纳维亚半岛、北美洲、不列颠群岛、地中海、波斯湾、印度、孟加拉国、缅甸、日本、北美洲、台湾以及中国的东北、华北、甘肃、青海、新疆、西藏、福建、广东等地，一般生活于沿海海域。该物种的模式产地在瑞典。

## 棲地
牠們的繁殖棲地是針葉林。牠們棲息於高緯度地區的北方森林的湖泊和河流中，包括加拿大和美國北部、蘇格蘭、斯堪的納維亞、波羅的海國家以及俄羅斯北部等。牠們是遷徙性的，大多在受保護的沿海水域或較溫暖緯度的內陸開放水域過冬。 通常牠們在大樹的樹洞中築巢，每年都會回到這些樹洞中， 雖然牠們也會樂意使用巢箱。

## 行為

### 繁殖
自然選擇的樹洞包括那些由折斷的樹枝或大啄木鳥（特別是北美黑啄木鳥或黑啄木鳥）製造的樹洞。 蛋的平均尺寸為寬度42.6—44.0 mm（1.68—1.73英寸），長度58.1—60.6 mm（2.29—2.39英寸），重量61.2—66.6 g（2.16—2.35 oz）。 孵化期為28至32天。雌性負責所有的孵蛋工作，雄性在孵化的1至2週後離開。雛鳥在巢中停留約24–36小時。與其他鵲鴨的巢寄生現象相當常見， 與其他鴨類的巢寄生則較少發生。隨著雛鳥變得更獨立或被母親遺棄，雛鳥群體常常開始與其他母鳥的雛鳥群混合在一起。 已知鵲鴨的幼鳥有時會被其他鵲鴨母鳥、普通潛鳥和赤頸鸊鷉因競爭原因殺死。 幼鳥在55–65天齡時能夠飛行。

### 食物和覓食
鵲鴨是潛水鳥，在水下覓食。全年約有32%的獵物是甲殼類動物，28%是水生昆蟲，10%是軟體動物。 在繁殖季節以昆蟲為主食，在遷徙和冬季以甲殼類動物為主食。在當地，魚卵和水生植物也可以是重要的食物。

## 掠食者
牠們可能會成為各種鷹、貓頭鷹和鷲鷹的獵物，雌性及其雛鳥可能會被熊（Ursus種）、各種鼬鼠（Mustela種）、水鼬（Mustela vison）、浣熊（Procyon lotor）甚至普通撲動鴷（Colaptes auratus）和北美紅松鼠（Tamiasciurus hudsonicus）捕食。

## 保護狀況
鵲鴨是非洲-歐亞遷徙水鳥保護協定（AEWA）適用的物種之一。1970年代，每年約有188,300隻鵲鴨在北美洲被獵鴨人捕殺，約占加拿大同期被捕殺的水禽總數的不到4%，美國的不到1%。 這些鳥類的繁殖和越冬棲地已因清理和污染而退化。然而，鵲鴨在北美洲已知從淡水酸化中獲得短期利益。

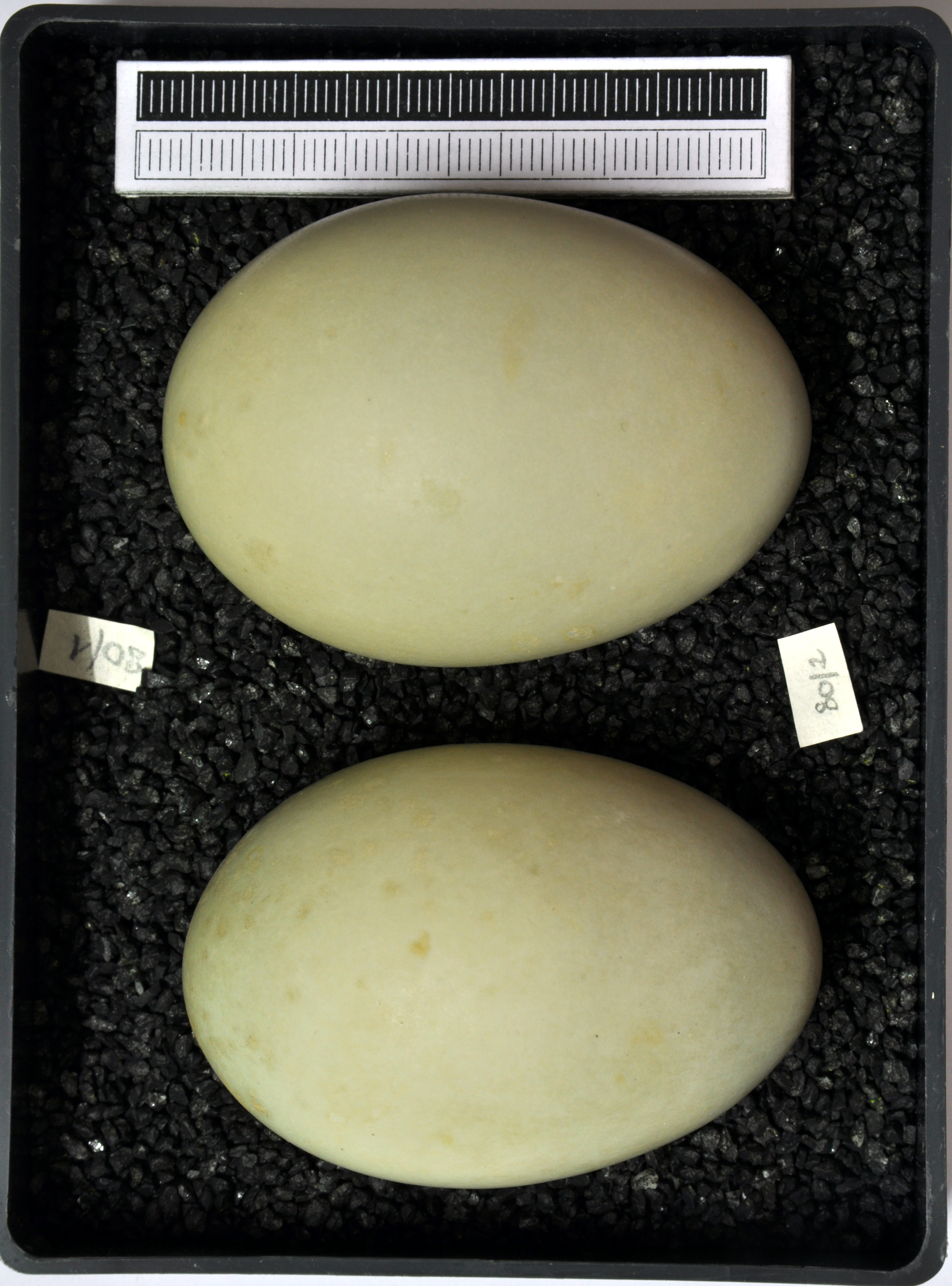
蛋, 收藏於威斯巴登博物館